# Mir (heerser)
De mir (vorst, afgeleid van emir) was van 1755 tot 1955 de heerser van Khairpur, een kleine staat in Brits-Indië. In 1947 werd het vorstendom deel van Pakistan. De huidige mir is Z.H. Mir Ali Murad II. Hij resideert in het reusachtige Faiz Mahal-paleis in Khairpur en houdt voor zijn vroegere onderdanen majlis (audiënties).